# Elypse
Elypse es el tercer álbum de estudio de la banda mexicana Camila, publicado el 3 de junio de 2014 a través de Columbia Records en Europa y por Sony Music en el resto del mundo. Se trata del primer álbum de estudio sin el vocalista Samo, quien se lanzó como solista.
Musicalmente, el álbum mezcla el pop latino y géneros como el pop rock, rock, funk, blues, orquesta, coro, y electrónico. De las doce canciones del álbum se han publicado tres sencillos: «Decidiste dejarme», «Perdón» y «Quédate». Para promocionar el disco, realizaron presentaciones en diferentes medios de comunicación de México y Estados Unidos, asimismo realizarán una gira para su promoción en septiembre de 2014.
La Asociación Mexicana de Productores de Fonogramas y Videogramas (AMPROFON) lo certificó por más de treinta mil ventas con disco de oro a las cuarenta y ocho horas de ser publicado y en septiembre de 2014 recibió un disco de platino. Se ubicó entre los primeros lugares de listas de popularidad en México y para el público latino en Estados Unidos.

## Antecedentes y desarrollo
Los álbumes anteriores de la banda, Todo cambió y Dejarte de amar tuvieron un gran éxito en México, Estados Unidos y el resto de Latinoamérica, debido a esto, las respectivas giras para promocionar ambos álbumes tuvieron un excelente desempeño. «Tuvimos muchos conciertos, fueron 300 por cada gira y fueron dos giras sin parar» indicó Mario Domm en una entrevista, también confesó que debido al cansancio desarrolló ataques de pánico. Por eso luego del término de la gira Dejarte de amar Tour en 2012 decidieron tomarse un descanso. Durante ese tiempo Domm viajó al continente asiático y Pablo Hurtado abrió su estudio de grabación en la ciudad de Los Ángeles. Mientras que Samo decidió abandonar el grupo para lanzarse como solista.
En una entrevista de la antesala de los Premios Juventud de 2014  en Miami, Florida, Domm confesó que «había perdido contacto consigo mismo» lo que le hizo pensar que «nunca más iba a grabar un álbum». El lanzamiento de Samo como solista y la colaboración de Mario Domm para otros artistas como Romeo Santos causó mucha duda sobre si Camila se desintegraría o si Samo sería reemplazado. A mediados de 2013 Romeo Santos en un concierto en el Auditorio Nacional, México, D. F., anunció el regreso de Camila como dúo y que lanzamiento de su próximo álbum sería en 2014.
El álbum fue grabado en Los Ángeles y para el proceso compusieron setecientas melodías, de las cuales crearon cuarenta temas, y de esas fueron seleccionados doce.

## Título y portada
En marzo de 2014 Camila reveló el título y la portada del álbum luego de la publicación del primer sencillo del mismo: «Decidiste dejarme».  El término «elypse» hace referencia a elipse que es figura que se forma por dos puntos llamados focos. Mario Domm en una entrevista expresó el porqué del nombre «elypse» indicó que «es el momento que están viviendo actualmente, la elipse se forma entre dos puntos y nos parecía importante contar el orgullo que supone contar el uno con el otro musical y personalmente».
En otra entrevista Domm indicó que «elypse» es «la representación de la transformación que tuvo el grupo siendo dos; y como una elipse se forma desde dos puntos equidistantes, quisimos que esto fuera un simbolismo de la amistad y el compañerismo».
Con respecto a la portada en esta ocasión no aparecen en la portada y aparece la leyenda «CAMILA — ELYPSE», con un fondo rojo como lo describe Domm «su color es el rojo y su textura es rasposa», el fotografía del fondo fue tomada por Iván Aguirre y en The Uprising Creative se diseñó.

## Recepción

### Crítica
Timothy Monger del sitio web Allmusic llamó a Camila «gigantes pop» e indicó que tratan de reinventarse a sí mismos además los designó como «una de las bandas más exitosas de América Latina» y que había mucho en juego en Elypse, ya que era una etapa decisiva.

### Comercial
El álbum consiguió un éxito inmediato en México, ya que a los dos días de que fuera lanzado AMPROFON ya lo había sido certificado con disco de oro por más de 30 000 ventas. En ese mismo país debutó en la posición número dos y tres de las listas de AMPROFON; Top 20 México y Top 100 México respectivamente. Además lideró las ventas a través de descarga digital en iTunes en dieciséis países de Latinoamérica. En España entró en la lista Top 100 Álbumes con la decimoséptima posición. En Estados Unidos debutó en las listas Billboard 200, Top Latin Albums y Latin Pop Albums de la revista Billboard con las posiciones número ciento cincuenta y dos; cinco y tres respectivamente.

## Premios y nominaciones
| Año  | Ceremonia              | Categoría                           | Trabajo nominado    | Resultado | Ref.   |
| ---- | ---------------------- | ----------------------------------- | ------------------- | --------- | ------ |
| 2014 | Premios Juventud       | Mi letra favorita                   | «Decidiste dejarme» | Nominado  | [ 21 ] |
| 2014 | Premios Grammy Latinos | Grabación del año                   | «Decidiste dejarme» | Nominado  | [ 22 ] |
| 2014 | Premios Grammy Latinos | Canción del año                     | «Decidiste dejarme» | Nominado  | [ 22 ] |
| 2014 | Premios Grammy Latinos | Álbum del año                       | Elypse              | Nominado  | [ 22 ] |
| 2014 | Premios Grammy Latinos | Mejor álbum vocal pop contemporáneo | Elypse              | Ganador   | [ 22 ] |
| 2015 | Premios Grammy         | Mejor álbum de pop latino           | Elypse              | Nominado  | [ 23 ] |

## Lista de canciones
| Edición estándar — CD |                        |                                                             |          |  |
| N.º                   | Título                 | Escritor(es)                                                | Duración |  |
| 1.                    | «Decidiste dejarme»    | Mario Domm, Lauren Evans y Mónica Vélez                     | 3:31     |  |
| 2.                    | «Perdón»               | Mario Domm y Mónica Vélez                                   | 4:25     |  |
| 3.                    | «Quédate»              | Mario Domm y Mónica Vélez                                   | 3:32     |  |
| 4.                    | «Este momento»         | Mario Domm, Vicente García y Mónica Vélez                   | 4:10     |  |
| 5.                    | «De Venus»             | Paulyna Carraz, Mario Domm, Carlos Murguía, Edgar Oceransky | 3:42     |  |
| 6.                    | «Tu tiempo ya se fue»  | Mario Domm, Vicente García y Mónica Vélez                   | 4:06     |  |
| 7.                    | «Me enseñaste a odiar» | Mario Domm y Mónica Vélez                                   | 3:30     |  |
| 8.                    | «La vida entera»       | Mario Domm                                                  | 3:49     |  |
| 9.                    | «No hay vuelta atrás»  | Pablo Hurtado                                               | 3:21     |  |
| 10.                   | «Adicto al dolor»      | Mario Domm y Mónica Vélez                                   | 3:34     |  |
| 11.                   | «Lágrimas»             | Mario Domm y Mónica Vélez                                   | 4:09     |  |
| 12.                   | «Tú»                   | Mario Domm y Mónica Vélez                                   | 5:33     |  |
| 47:22                 |                        |                                                             |          |  |

| DVD     |                         |                |          |  |
| N.º     | Título                  | Director(es)   | Duración |  |
| 13.     | «Un viaje en el sonido» | Gustavo Garzón |          |  |
| 1:12:39 |                         |                |          |  |

### Bonus Tracks (Edición Especial)
| N.º | Título                                       | Duración |  |
| 13. | «Perdón (Feat. Ricky Martin)»                | 5:07     |  |
| 14. | «La Vida Entera (Feat. Marco Antonio Solís)» | 3:47     |  |
| 15. | «Fucking Famous (Tema de BigBrother)»        | 3:37     |  |

## Posicionamiento en listas

### Semanales y mensuales
| País           | Lista (2014)          | Mejor posición | Ref.    |
| América        | América               | América        | América |
| -------------- | --------------------- | -------------- | ------- |
| Argentina      | Ranking mensual CAPIF | 3              | [ 24 ]  |
| Estados Unidos | Billboard 200         | 152            | [ 25 ]  |
| Estados Unidos | Latin Pop Albums      | 5              | [ 26 ]  |
| Estados Unidos | Top Latin Albums      | 3              | [ 27 ]  |
| México         | Top 20 en español     | 2              | [ 17 ]  |
| México         | Top 100 México        | 3              | [ 18 ]  |
| Europa         |                       |                |         |
| España         | Top 100 Álbumes       | 17             | [ 28 ]  |

## Certificaciones
| Territorio | Organismo certificador | Certificación | Ventas certificadas | Simbolización | Ref.   |
| ---------- | ---------------------- | ------------- | ------------------- | ------------- | ------ |
| México     | AMPROFON               | Platino       | 60 000              | ▲             | [ 29 ] |

## Historial de lanzamientos
| País           | Fecha               | Formato(s)       | Discográfica     | Ref.                 |
| -------------- | ------------------- | ---------------- | ---------------- | -------------------- |
|                | 5 de mayo de 2014   | Descarga digital | Sony Music Ent.  | [ 31 ] [ 32 ] [ 33 ] |
| Hispanoamérica | 3 de junio de 2014  | CD               | Sony Music Ent.  | [ 34 ] [ 35 ]        |
| España         | 3 de junio de 2014  | CD               | Sony Music Ent.  | [ 36 ]               |
| Estados Unidos | 3 de junio de 2014  | CD               | Sony Music Ent.  | [ 37 ]               |
| Canadá         | 3 de junio de 2014  | CD               | Sony Music Ent.  | [ 38 ]               |
| Reino Unido    | 3 de junio de 2014  | CD               | Columbia Records | [ 39 ]               |
| Alemania       | 3 de junio de 2014  | CD               | Columbia Records | [ 40 ]               |
| Japón          | 3 de junio de 2014  | CD               | Sony Music Ent.  | [ 41 ]               |
| Brasil         | 17 de junio de 2014 | CD               | Sony Music Ent.  | [ 42 ]               |

## Créditos y personal
A continuación se presenta el listado de los profesionales que participaron en el diseño de Elypse, de acuerdo a las notas y líneas del álbum, así como de la descripción que proporciona el sitio web Allmusic.
| - Iván Aguirre: fotógrafo. - Paulina Aguirre: coordinadora de producción. - Michael Bland: batería - Camila: artista principal. - Paulyna Carraz: compositora. - Ginés Carrión Espí: preparación musical. - Gabriel Castañón: ingeniero de grabación y posedición. - Rodrigo «Coco» Díaz: director de ventas. - Mario Domm: compositor, productor, ingeniero de grabación, posedición, coros, piano y sintetizador. - Tessy Diez: coordinadora de grabación orquestal y coral. - Lauren Evans: compositora y coros. - Josh Freese: batería. - Paul Forat: artistas y repertorio (A&R) - Goeff Foster: ingeniero de grabación. - Vicente García: compositor. - Gustavo Garzon: director del largometraje. | - Bernie Grundman: ingeniero de masterización. - Ian Shelly Holmes: coros. - Pablo Hurtado: compositor y coproductor. - Mauricio Licona: mánager. - Stephane Lozac'h: productor. - Ricky Luna Shockbit: productor. - Peter Mokran: ingeniero de grabación e ingeniero de mezcla. - Carlos Murguía: compositor, órgano Hammond, piano. - Edgar Oceransky: compositor. - Rodrigo Ortega: batería. - Carola Rosas: coros. - María «Lupita» Solórzano: castering. - Adrián Trujillo: ingeniero de grabación. - Mónica Vélez: compositora. - Oliver Visconti: productor. - Eric Weaver: asistente de mezcla. |